# Karlsson
Karlsson ist ein patronymisch gebildeter schwedischer Familienname mit der Bedeutung „Karls Sohn“.

## Namensträger

### A
- Allan Karlsson (1911–1991), schwedischer Skilangläufer
- Andreas Karlsson (* 1975), schwedischer Eishockeyspieler
- Anita Karlsson (* 1965), schwedische Sportschützin
- Ann-Ewa Karlsson (* 1955), schwedische Leichtathletin
- Ann-Marie Karlsson (* 1968), schwedische Langläuferin
- Anna Karlsson (* 1975), schwedische Kanurennsportlerin
- Annette Carlén-Karlsson (* 1956), schwedische Eisschnellläuferin
- Anton Karlsson (Leichtathlet) (1904–1961), schwedischer Diskuswerfer
- Anton Karlsson (Naturbahnrodler), schwedischer Naturbahnrodler
- Anton Karlsson (Skilangläufer) (* 1990), schwedischer Skilangläufer
- Anton Karlsson (Unihockeyspieler) (* 1991), schwedischer Unihockeyspieler
- Anton Karlsson (Eishockeyspieler, 1993) (* 1993), schwedischer Eishockeyspieler
- Anton Karlsson (Eishockeyspieler, 1996) (* 1996), schwedischer Eishockeyspieler
- Arne Karlsson (Helfer) (Erik Arne Karlsson; 1912–1947), schwedischer Widerstandskämpfer und Helfer
- Arne Karlsson (Segler) (Ernst Arne Karlsson; * 1936), schwedischer Segler
- Arne Karlsson (Sportschütze) (Nils Arne Axel Karlsson; * 1946), schwedischer Sportschütze

### B
- Bert Karlsson (* 1945), schwedischer Politiker und Unternehmer
- Bertil Karlsson (1938–2011), schwedischer Eishockeyspieler
- Bo Karlsson (* 1949), schwedischer Fußballschiedsrichter

### C
- Carina Karlsson (* 1963), schwedische Tennisspielerin
- Christer Karlsson (* 19**), schwedischer Skispringer
- Christina Karlsson (* 1946), schwedische Eisschnellläuferin
- Conny Karlsson (* 1953), schwedischer Fußballspieler und Trainer
- Conny Karlsson (Kugelstoßer), finnischer Kugelstoßer

### D
- David Karlsson (Bandyspieler) (* 1981), schwedischer Bandyspieler
- David Karlsson (Ringer) (1881–1946), schwedischer Ringer
- David Lillieström Karlsson (* 1993), schwedischer Eishockeyspieler
- David Moberg Karlsson (* 1994), schwedischer Fußballspieler
- Daniel Karlsson (* 1973), schwedischer Jazzmusiker

### E
- Einar Karlsson (Ringer) (1908–1980), schwedischer Ringer
- Einar Karlsson (Fußballspieler) (1909–1967), schwedischer Fußballspieler
- Elisabeth Karlsson (* 1967), schwedische Judoka
- Erik Karlsson (* 1990), schwedischer Eishockeyspieler
- Erik Lennart Karlsson (1918–2001), schwedischer Ökonom und Bankier
- Eva Karlsson (* 1961), schwedische Kanutin
- Eva-Lena Karlsson (* 1961), schwedische Skilangläuferin
- Evert Karlsson (1920–1996), schwedischer Skispringer
- Ewert Karlsson (1918–2004), schwedischer Karikaturist

### F
- Filip Karlsson (* 2001), Schweizer Unihockeyspieler
- Fred Karlsson (* 1946), finnischer Sprachwissenschaftler
- Fredrik Karlsson (Skilangläufer) (1985–2012), schwedischer Skilangläufer
- Fredrik Karlsson (Fußballspieler) (* 1986), schwedischer Fußballspieler
- Fredrik Karlsson (Biathlet) (* 1990), schwedischer Biathlet
- Frida Karlsson (* 1999), schwedische Skilangläuferin
- Friðrik Karlsson (* 1960), isländischer Gitarrist

### G
- Göran Karlsson (1937–2020), schwedischer Radrennfahrer
- Gösta Karlsson (Fußballspieler), schwedischer Fußballspieler
- Gösta Karlsson (Eishockeyspieler) (1910–??), schwedischer Eishockeyspieler
- Gösta Karlsson (Rennfahrer), schwedischer Automobilrennfahrer
- Gunnar Karlsson (Produzent) (1924–1986), schwedischer Filmproduzent
- Gunnar Karlsson (Historiker) (1939–2019), isländischer Historiker
- Gunnar Karlsson (Regisseur) (* 1959), isländischer Filmregisseur
- Gustav Karlsson (1909–1995), schwedischer Byzantinist

### H
- Håkan Karlsson (* 1958), schwedischer Radrennfahrer
- Henrik Karlsson (* 1983), schwedischer Eishockeytorwart
- Herbert Karlsson (1896–1952), schwedischer Fußballspieler
- Hjalmar Karlsson (1906–1992), schwedischer Segler
- Holger Karlsson (1935–2015), schwedischer Skispringer

### I
- Ida-Theres Karlsson, Geburtsname von Ida-Theres Nerell (* 1983), schwedische Ringerin
- Irmtraut Karlsson (* 1944), österreichische Politikerin (SPÖ)

### J
- Jakob Forsbacka Karlsson (* 1996), schwedischer Eishockeyspieler
- Jan Karlsson (Musiker) (* 1937), schwedischer Schlagzeuger
- Jan Karlsson (Fußballspieler) (1940–2019), schwedischer Fußballspieler
- Jan Karlsson (Ringer) (* 1945), schwedischer Ringer
- Jan Karlsson (Radsportler) (* 1966), schwedischer Radsportler
- Jan Karlsson (Schwimmer) (* 1968), schwedischer Schwimmer
- Jan O. Karlsson (1939–2016), schwedischer Politiker
- Janne Karlsson (Eishockeyspieler, 1958) (Jan Tordh Ingemar Karlsson; * 1958), schwedischer Eishockeyspieler und -trainer
- Janne Karlsson (Eishockeyspieler, 1964) (Jan Peter Karlsson; * 1964), schwedischer Eishockeyspieler, -trainer und -funktionär
- Jenny Karlsson (* 1975), schwedische Badmintonspielerin
- Jens Karlsson (* 1982),  schwedischer Eishockeyspieler
- Jesper Karlsson (* 1998), schwedischer Fußballspieler
- Johan Karlsson (Politiker) (1874–1956), schwedischer Politiker
- Johan Karlsson (Fußballspieler) (* 1975), schwedischer Fußballspieler
- Johan Karlsson de Mornay (1566–1608), schwedischer Adliger
- Jonas Karlsson (Schauspieler) (* 1971), schwedischer Schauspieler und Schriftsteller
- Jonas Karlsson (Musiker) (* 1973), schwedischer DJ und Musikproduzent
- Jonas Karlsson (Eishockeyspieler) (* 1986), schwedischer Eishockeyspieler
- Jurgen Karlsson, schwedischer Poolbillardspieler

### K
- Kalle Karlsson (* 1981), schwedischer Sportjournalist und Fußballtrainer
- Kent Karlsson (Fußballspieler) (* 1945), schwedischer Fußballspieler
- Kent Karlsson (Rennfahrer), schwedischer Motorsportler
- Kristian Karlsson (* 1991), schwedischer Tischtennisspieler
- Kristoffer Karlsson (* 1984), schwedischer Fußballschiedsrichter

### L
- Lars Karlsson (Handballspieler) (* 1948), schwedischer Handballspieler
- Lars Karlsson (Komponist) (* 1953), finnischer Komponist
- Lars Karlsson (Schachspieler) (* 1955), schwedischer Schachspieler
- Lars Karlsson (Eishockeyspieler, 1960) (* 1960), schwedischer Eishockeyspieler
- Lars Karlsson (Eishockeyspieler, 1966) (* 1966), schwedischer Eishockeyspieler
- Lars Karlsson (Eishockeyspieler, 1969) (* 1969), schwedischer Eishockeyspieler
- Lars Karlsson (Musiker) (* 1971), schwedischer Akkordeonist
- Lars Fredrik Karlsson, Geburtsname von Fredrik Risp (* 1980), schwedischer Fußballspieler
- Leif Karlsson (* 1952), schwedischer Fußballspieler, -trainer und -funktionär
- Leonie Pilewski-Karlsson (1897–1992), österreichisch-schwedische Architektin und Malerin
- Louise Karlsson (* 1974), schwedische Schwimmerin
- Lovisa Karlsson (Seglerin) (* 1995), schwedische Seglerin
- Lovisa Karlsson (Leichtathletin) (* 2000), schwedische Leichtathletin
- Lukas Karlsson (* 1982), schwedischer Handballspieler

### M
- Marcus Fåglum Karlsson (* 1994), schwedischer Radrennfahrer
- Maria Karlsson (* 1978), schwedische Drehbuchautorin
- Marie Karlsson (* 1963), schwedische Fußballspielerin
- Marika Karlsson (* 1974), schwedische Fußballspielerin
- Markus Karlsson (Fußballspieler, 1972) (* 1972), schwedischer Fußballspieler
- Markus Karlsson (Fußballspieler, 1979) (* 1979), schwedischer Fußballspieler
- Markus Karlsson (Fußballspieler, 2004) (* 2004), schwedischer Fußballspieler
- Markus Karlsson (Eishockeyspieler) (* 1988), schwedischer Eishockeyspieler
- Martin Karlsson (* 1952), schwedischer Eishockeyspieler und -trainer
- Mathilda Karlsson (* 1984), schwedisch-sri-lankische Springreiterin
- Mattias Karlsson (Orientierungsläufer, 1972) (Mattias Vagnis Karlsson; * 1972), schwedischer Orientierungsläufer
- Mattias Karlsson (Politiker) (* 1977), schwedischer Politiker
- Mattias Karlsson (Orientierungsläufer, 1984) (* 1984), schwedischer Orientierungsläufer
- Mattias Karlsson (Eishockeyspieler) (* 1985), schwedischer Eishockeyspieler
- Mattias Karlsson (* 1991), schwedischer Tischtennisspieler, siehe Mattias Falck
- Melker Karlsson (* 1990), schwedischer Eishockeyspieler

### N
- Nicola Karlsson (* 1974), deutsche Schriftstellerin
- Nils Karlsson (1917–2012), schwedischer Skilangläufer

### O
- Ove Karlsson (Fußballspieler) (1915–1982), schwedischer Fußballspieler
- Ove Karlsson (Journalist) (* 1944), schwedischer Sportjournalist
- Ove Karlsson (Eishockeyspieler) (* 1950), schwedischer Eishockeyspieler

### P
- Patrik Karlsson (* 1980), schwedischer Fußballspieler, siehe Patrik Bojent
- Per Karlsson (* 1986), schwedischer Fußballspieler
- Pernilla Karlsson (* 1990), finnische Sängerin
- Peter Karlsson (Fußballspieler) (* 1961), schwedischer Fußballspieler
- Peter Karlsson (Eishockeyspieler) (1966–1995), schwedischer Eishockeyspieler
- Peter Karlsson (Tischtennisspieler) (* 1969), schwedischer Tischtennisspieler
- Peter Karlsson (Motorsportler) (* 1969), schwedischer Speedwayfahrer
- Peter Karlsson (Leichtathlet) (* 1970), schwedischer Leichtathlet
- Petter Karlsson (Musher) (* 1975), schwedischer Musher
- Pontus Karlsson (* 1983), schwedischer Fußballspieler

### R
- Rickard Karlsson (* 1979), schwedischer Eishockeyspieler
- Rikke Karlsson (* 1965), dänische Politikerin
- Robert Karlsson (* 1969), schwedischer Golfer
- Roger Karlsson (* 1945), schwedischer Fußballspieler

### S
- Sabiene Karlsson (* 1962), schwedische Biathletin
- Sebastian Karlsson (Sänger) (* 1985), schwedischer Sänger und Schauspieler
- Sebastian Karlsson (Eishockeyspieler) (* 1986), schwedischer Eishockeyspieler
- Sebastian Karlsson (Handballspieler) (* 1995), schwedischer Handballspieler
- Simon Karlsson (* 1993), schwedischer Eishockeyspieler
- Stefan Karlsson (Eishockeyspieler) (1946–2020), schwedischer Eishockeyspieler
- Stefan Karlsson (* 1955), schwedischer Badmintonspieler, siehe Stefan Mellgård
- Stefan Karlsson (Snowboarder) (* 1981), schwedischer Snowboarder
- Stina Karlsson (Skilangläuferin) (* 1961), schwedische Skilangläuferin
- Stina Karlsson (Handballspielerin) (* 1994), schwedische Handballspielerin

### T
- Tobias Karlsson (* 1981), schwedischer Handballspieler
- Tommy Karlsson, schwedischer Skispringer
- Tord Karlsson (1941–2017), schwedischer Skispringer

### U
- Úlfur Karlsson (* 1988), isländischer Künstler und Filmemacher
- Ulrika Karlsson (* 1970), schwedische Fußballspielerin

### W
- William Karlsson (* 1993), schwedischer Eishockeyspieler

### Fiktive Figuren
- Karlsson vom Dach, eine Kinderbuchromanfigur
- Karlsson auf dem Dach, schwedischer Kinderfilm aus dem Jahr 1974

### Sonstiges
- (9623) Karlsson, Asteroid des Hauptgürtels